# Tiung
Tiung (ros. Тюнг) – rzeka w Rosji, w Jakucji; lewy dopływ Wiluja. Długość 1092 km; powierzchnia dorzecza 49 800 km²; średni roczny przepływ u ujścia 180 m³/s.
Źródła na Wyżynie Środkowosyberyjskiej; płynie w kierunku południowo-wschodnim, a następnie południowym po Nizinie Środkowojakuckiej, silnie meandrując. Uchodzi do Wiluja na wysokości Wilujska. Spławna na prawie całej długości, żeglowna od 273 km od ujścia.
Zamarza od października do maja; zasilanie śniegowo-deszczowe.